# Хорхе Рафаел Видела
Хорхе Рафаел Видела Редондо (шп. Jorge Rafael Videla Redondo; Мерседез, 2. август 1925 — Маркос Паз, 17. мај 2013) био је генерал-пуковник и војни диктатор у Аргентини од 29. марта 1976. године до 29. марта 1981. године. Период његове диктатуре је у историји Аргентине познат као Процес народне реорганизације.

## Биографија
Рођен је у граду Мерседезу код Буенос Ајреса. Уписао је Национални војни универзитет 3. марта 1942. године и на њему дипломирао 21. децембра 1944. године, са чином нижег поручника. Између 1952. године и 1954. године завршио је Ратни универзитет. Радио је у министарству одбране од 1958. године до 1960. године и до 1962. године био директор Војне академије. Промакнут је у бригадног генерала 1971. године, а августа 1975. године председница Изабела Перон поставила га је за генерала заповедника армије.
Иако је носио титулу председника Аргентине, не сматра се законитим због начина доласка на власт.
Раздобље његове владавине су обележили многобројни злочини: отмица деце, прогони политичких противника и многи други злочини. Ово раздобље аргентинске историје се назива Процес народне реорганизације, током које је живот изгубило око 10.000 до 30.000 људи.
Био је вођа деветочлане војне хунте која је 1976. године свргнула Изабелу, удовицу Хуана Перона. Власт је 1981. године предао Роберту Виоли, а војна хунта је сишла с власти 1983. године. Видели је одмах затим суђено и проглашен је кривим због злочина почињених током владавине хунте. После тога је отпуштен из војске 1985. године. Иако је првобитно био осуђен на доживотну робију, ослобођен је 1990. године.
Седамнаест година касније, 25. априла 2007. године, аргентински врховни суд је опозвао ово помиловање, прогласио га противуставним, и поново ставио на снагу пресуде против човечности из 1984. године.
Хорхе Видела је 13. октобра 2008. године пребачен из кућног притвора у затвор на издржавање доживотне казне.
Након пет година, 5. јула 2012. године, аргентински суд осудио га је на 50 година затвора због наредбе о отимању и одвајању 500 беба од породица левичарских политичких дисидената који су били незаконито ухапшени и затварани током његове владавине у Процесу народне реорганизације.